# Рододендрон Ледебура
Рододе́ндрон Ледебура (лат. Rhododendron ledebourii), или Мара́льник, рододендрон даурский — полувечнозелёный кустарник, вид секции Tsutsusi подрода Azaleastrum рода Рододендрон (Rhododendron) семейства Вересковые (Ericaceae). Описан с Алтая. Тип в Санкт-Петербурге. Используется в качестве декоративного садового растения. Ветви продаются зимой для выгонки под названием «багульник».
Вид назван в честь Карла Христиана Фридриха фон Ледебура (1785—1851), немецкого ботаника на русской службе, автора первой полной флоры сосудистых растений России, участника ботанической экспедиции на Алтай.

## История описания
Рододендрон Ледебура до 1952 года объединялся с рододендроном даурским (Rhododendron dauricum L.), русские ботаники никак их не различали. Давно находясь в культуре, растение обратило на себя внимание английских ботаников выше отмеченными особенностями и дважды было ими описано в качестве разновидностей Rhododendron dauricum и изображено в красках под названиями Rhododendron dauricum var. sempervirens Sims (1817) и Rhododendron dauricum var. atrovirens Edw. (1817). А. И. Пояркова в 1952 году в 18-м томе Флоры СССР выделила растение в отдельный вид, которому она дала название Rhododendron ledebourii Pojark. — Рододендрон Ледебура. 
Рододендрон Ледебура (Rhododendron ledebourii Pojark.) — полувечнозелёный кустарник семейства Вересковые (Ericaceae), распространённый в Сибири, на Алтае и в Саянах. Его систематическое положение долгое время оставалось спорным, и лишь в 1952 году он был выделен в самостоятельный вид.

#### Ранние описания и путаница с рододендроном даурским
До середины XX века рододендрон Ледебура не различали с рододендроном даурским (Rhododendron dauricum L.). Русские ботаники считали их одним видом, однако английские исследователи ещё в начале XIX века заметили отличия и описали его как разновидности Rhododendron dauricum:
- 1817 — Rhododendron dauricum var. sempervirens Sims (в издании Botanical Magazine)
- 1817 — Rhododendron dauricum var. atrovirens Edw. (в The Botanical Register)

Обе разновидности были проиллюстрированы в цветных ботанических таблицах, что указывало на их морфологические особенности (например, более тёмную листву и полувечнозелёный характер).

## Распространение и экология
По каменистым склонам гор, на каменистых россыпях, на скалах, в подлеске горных, преимущественно лиственничных, реже еловых лесов, по склонам берегов горных речек в лесной и субальпийской областях. Западная Сибирь (Алтай); Приморский край, горы Сихотэ-Алинь, Восточная Сибирь (Саяны, хребет Танну-Ола, горы по Енисею); северо-запад Монголии.
Рододендрон Ледебура эндемичен для Алтая, Саян и прилегающим к последним гор и не заходит в область распространения рододендрона даурского.

## Ботаническое описание
Рододендрон Ледебура (Rhododendron ledebourii) — вид, характеризующийся рядом уникальных анатомо-морфологических особенностей. Корневая система смешанного типа: стержневой корень развит слабо, преобладают поверхностные мочковатые корни с выраженной микоризой, что типично для растений семейства Вересковые. Камбиальная активность стеблей сезонная, что приводит к формированию четких годичных колец. 
Листья яйцевидно-эллиптические, длиной 0,8—2,7 см, шириной 0,5—1,3 см, на верхушке тупые, нередко выемчатые, реже заострённые, сверху оливково-зелёные, блестящие, с рассеянными чешуйками, снизу бледнее, быстро становятся ржаво-бурыми, густо покрыты чешуевидными желёзками. Черешок в 3—5 раз короче листовой пластинки. Листья перезимовывают, сохраняются на растениях до отцветания, а затем опадают во время распускания новых листьев.
Цветочные почки одиночные или по 2—3 в пазухах верхних листьев прошлогодних побегов, одноцветковые. Венчик розовато-фиолетовый, длиной 1,6—2,2 см, шириной 2,8—4,5 см, воронковидно-колокольчатый, рассечённый до 2/3 на эллиптические, не налегающие друг на друга доли. Чашечка маленькая, чешуйчатая, с короткими красноватыми долями, около 2 см в диаметре. Тычинок 10, их нити розовые, в нижней части покрыты волосками. Пыльники фиолетово-розовые. Завязь сплошь чешуйчатая, слегка пятигранная. Столбик голый, длиннее тычинок. Плод — продолговато-цилиндрическая коробочка длиной 0,7—1,0 см, на ножке длиной 0,5—0,7 см. Иногда встречается форма с белыми цветами.
Цветение в апреле-июле, плодоношение с августа; нередко наблюдается второе цветение в августе-сентябре — иногда обильное.
Рододендрон Ледебура от похожего на него рододендрона даурского отличается цветками, более тёмно окрашенными в довольно интенсивный розово-фиолетовый цвет, и иной формы листьями, сверху тёмными оливково-зелёными, а снизу рано буреющими, а также тем, что значительная часть прошлогодней листвы сохраняется до весны (то есть вид является полувечнозелёным растением, в отличие от листопадного рододендрона даурского).

## В культуре
В культуре известен с 1780 года. По сравнению с рододендроном даурским более зимостоек. До последнего времени в садоводческой литературе считался вечнозелёной формой рододендрона даурского.
Устойчив к вредителям и болезням. Декоративен густой листвой и яркими цветками. Хорош в композиционных посадках. Ценится как одно из наиболее раннецветущих. Для культивирования в условиях сада растения высаживают в месте, защищённом от прямых солнечных лучей, желательно рядом с хвойными растениями (например, соснами). Рекомендуемая почвенная смесь — равные части торфа, песка и верхнего слоя почвы хвойных лесов. Растение предпочитает высокую влажность почвы и воздуха, поэтому требует, особенно в сухую погоду, частого полива и опрыскивания.
В Главном ботаническом саду РАН выращивается с 1961 года. В 15 лет кустарник имеет высоту 0,6–1,6 м, диаметр куста 20–120 см. Растёт довольно быстро (ежегодный прирост в среднем 10 см, максимальный — до 21,5 см). Первое цветение — с 4 лет, плодоношение — через год. Начало цветения рододендрона Ледебура наступает чаще всего в первых числах мая (редко в конце апреля), самый поздний срок начала цветения (10 мая) отмечался в 1971 и 1974 гг. Обычно же в этот срок происходит массовое цветение рододендрона Ледебура. Конец цветения по средней фенодате совпадает с 24 мая. В Москве он цветёт ежегодно, обильно. Средняя продолжительность цветения — около 21 дня, редко 32–34 дня. Плоды созревают в сентябре. Размножают семенами (высевают их в декабре-феврале в тепличных условиях при 18–20 °С без заделки в почву), черенками, делением куста. Зимостойкость в условиях Москвы высокая. Укореняется 100 % летних черенков при обработке стимуляторами корнеобразования, без обработки — 75–77 %.
В условиях Нижегородской области относительно зимостоек. В неблагоприятные зимы подопревает.
Семена хранят в бумажных пакетах или в плотно закупоренных стеклянных сосудах в сухом неотапливаемом помещении. Всхожесть семян сохраняется 3 года. Всхожесть семян: лабораторная — 96 %, грунтовая — 97 %. Семена в стратификации не нуждаются.
Выдерживает зимние понижения температуры до −32 °С. Цветки легко повреждаются весенними заморозками. Осеннее цветение является распространенным явлением.
Ветки именно рододендрона Ледебура продают зимой в России под названием «багульник» для выгонки в домашних условиях.

## Туризм
На Алтае цветение маральника связывают с открытием летнего туристического сезона.